# Peter Bruns (Cellist)
Peter Bruns (* 1963 in Berlin) ist ein deutscher Cellist und Hochschulprofessor.

## Leben
Im Alter von neun Jahren begann Peter Bruns, Cello zu spielen. Nach seinem Studium an der Berliner Hochschule für Musik „Hanns Eisler“ bei Peter Vogler wurde Bruns Erster Solocellist beim Berliner Sinfonie Orchester. 
Der Cellist trat bei Solokonzerten rund um die Welt auf, so unter anderem zu den Berliner und den Dresdner Musikfestspielen, dem Budapester Frühlingsfestival, in der Berliner Philharmonie, der Dresdner Semperoper, der New Yorker Carnegie Hall, der Londoner Wigmore Hall, und in Tokio und Hong Kong. Er arbeitete dabei mit bedeutenden Orchestern zusammen, wie beispielsweise der Staatskapelle Dresden, dem MDR-Sinfonieorchester und dem Berliner Sinfonieorchester.
Im Jahr 1990 gründete Peter Bruns gemeinsam mit Kai Vogler und Roglit Ishay das Dresdner Klaviertrio. Das Ensemble trat bei Konzerten in ganz Europa auf. Von 1993 bis 2000 war Bruns einer der künstlerischen Leiter des Moritzburg Festivals. Zwischen 1998 und 2005 war er Professor an der Hochschule für Musik Carl Maria von Weber Dresden und seit 2005 an der Hochschule für Musik und Theater Felix Mendelssohn Bartholdy Leipzig. Bruns ist seit 2006 erster Gastdirigent beim Mendelssohn Kammerorchester Leipzig.
Es existieren zahlreiche Rundfunk- und CD-Einspielungen von Peter Bruns, so unter anderem Gesamteinspielungen der sechs Bach-Suiten, der Brahms-Sonaten, der Werke von Gabriel Fauré und Robert Schumann. Die gemeinsam mit der Akademie für Alte Musik Berlin eingespielte Aufnahme von Carl Philipp Emanuel Bachs Konzert in a-moll wurde 2001 mit dem Cannes Classical Award „Best CD of the Year“ ausgezeichnet. Gemeinsam mit weiteren renommierten Orchestern, wie der Staatskapelle Dresden, dem Berliner Sinfonie-Orchester und Mendelssohn Kammerorchester Leipzig produzierte der Cellist Aufnahmen.
Bruns spielt ein Tononi-Cello von 1730, das „Ex Pablo Casals“.

## Diskografie
- Charles-Marie Widor: Suite op. 21. Hänssler Classic CD 98.294
- Charles Koechlin: Chansons bretonnes op. 115. Hänssler Classic CD 98.258
- Joseph Haydn / Edisson Denissow: Cello Concertos. Hänssler Classic CD 98.477
- Antonín Dvořák / Josef Suk: Works for cello and orchestra. Hänssler Classic CD 98.478
- Franz Schubert / Robert Schumann: Works for Cello & Piano. Hänssler Classic CD 98.464
- Carl Philipp Emanuel Bach: Konzert in a-moll. Harmonia Mundi France CD: HMC 901711
- Ernest Bloch: Werke für Cello. Opus 111 OPS 30-232
- Gabriel Fauré: Complete works for Cello and Piano. Opus 111 OPS 30-242
- Johann Sebastian Bach: 6 Suites for Cello solo. Opus 111 OPS 30-176/77
- Johannes Brahms: Sonata for Cello and Piano No.1 in e minor op. 38, Sonata for Cello and Piano No.2 in F major op. 99. Opus 111 OPS 30-144
- Max Bruch / Dmitri Schostakowitsch: Kol Nidrei op. 47; Concerto for Cello and Orchestra No.2 op. 126. Berlin Classics 0120012BC